# أحمد طوقان
أحمد طوقان (15 أغسطس 1903-1981) سياسي أردني تولى منصب رئيس الوزراء في الفترة من 26 سبتمبر 1970 إلى 28 أكتوبر 1970.

## نشأته وحياته الشخصية
ولد أحمد طوقان في 15 آب 1903 في نابلس وترعرع فيها. هو الأخ الأكبر لشاعري فلسطين الشهيرين إبراهيم طوقان وفدوى طوقان. تلقى تعليمه المدرسي في مدرسة صهيون في القدس.

## مؤهلاته العلمية
- شهادة بكالوريوس في الهندسة من الجامعة الاميركية في بيروت سنة 1925.
- شهادة الماجستير في الفيزياء من جامعة اكسفورد ببريطانيا سنة 1929.

## المناصب التي شغلها
- 1929-1934 أستاذ في الكلية العربية بالقدس.
- 1934-1935 مدير مركز تدريب المعلمين الريفيين بطولكرم.
- 1935-1937 اعير لإمارة شرقي الأردن ليعمل مديراً للمعارف.
- 1937-1944 مفتشاً للعلوم والرياضيات في دائرة المعارف المركزية بحكومة فلسطين.
- 1942-1948 مدير مدرسة خضوري الزراعية في طولكرم.
- 1947-15 ايار 1948 رئيس المفتشين برتبة مساعد مدير المعارف في دائرة المعارف المركزية في فلسطين.
- 16/6/1946-11/4/1950 مدير المعارف في الضفة الغربية.
- 12/4/1950وزير الأشغال العامة والإنشاء والتعمير.
- 4/12/1950 وزير المعارف.
- 1/3/1951-25/7/1951وزير الخارجية والمعارف.
- 3/9/1951-30/5/1952رئيس الجانب الأردني في لجنة الهدنة المشتركة.
- 6/5/1953-23/4/1954 وزير المعارف.
- 25/4/1954-31/12/1961 خبير في التربية والتعليم في منظمة اليونسكو معاراً إلى وكالة إغاثة وتشغيل اللاجئين الفلسطينين الدولية كنائب لمدير التربية والتعليم.
- 1/1/1962-15/8/1966 اعير من منظمة اليونسكو إلى البنك الدولي للإنشاء والتعمير كخبير في التربية والتعليم.
- 24/4/1967-1/8/1967 وزير الخارجية الأردنية.
- 2/8/1967-6/10/1967 نائب رئيس الوزراء ووزير الدولة.
- 7/10/1967-23/3/1969 نائب رئيس الوزراء ثم نائباً للرئيس ووزير الدفاع.
- 24/3/1969-29/6/1969 نائب لرئيس الوزراء ووزير الخارجية.
- 30/6/1969-12/8/1969 نائب رئيس الوزراء ووزير الخارجية ووزير السياحة والآثار.
- 16/8/1969-18/4/1970 نائب رئيس الوزراء ووزير الدفاع.
- 19/4/1970 نائب رئيس الوزراء.
- 27/6/1970 نائب الرئيس ووزير الشؤون البلدية والقروية بالوكالة.
- 16/9/1970-25/9/1970 رئيس الديوان الملكي الهاشمي.
- 26/9/1970-28/10/1970 شكل الوزارة وتولى منصب وزير الخارجية.
- 16/10/1970-28/10/1970 رئيس الوزراء والحاكم العسكري العام.
- 29/10/1970-21/8/1972 وزير البلاط الملكي الهاشمي.
- 10/6/1971-3/11/1972 عضو في مجلس أمناء الجامعة الأردنية.
- 21/8/1972 رئيس الديوان الملكي الهاشمي.
- 3/11/1972 رئيس مجلس أمناء الجامعة الأردنية.

كان أحمد طوقان رئيس الوزراء في عام 1970 خلال الحملة التي أخرجت المقاتلين الفلسطينيين من الأردن.

## أهم الأوسمة الحائز عليها
- وسام الاستقلال الأردني من الدرجة الأولى.
- وسام الكوكب الأردني من الدرجة الأولى.
- وسام النهضة من الدرجة الأولى.

## وفاته
توفي في الأردن عن عمر يناهز 78 عاما بعد مرض طويل. سُميت مدرسة في عمان باسمه تكريما له.

## اللغات
وقد كان يجيد الإنجليزية والفرنسية بالإضافة للتركية.